# Vinhedo (kommunhuvudort)
Vinhedo är en kommunhuvudort i Brasilien.   Den ligger i kommunen Vinhedo och delstaten São Paulo, i den sydöstra delen av landet, 800 km söder om huvudstaden Brasília. Vinhedo ligger 733 meter över havet och antalet invånare är 56 492.
Terrängen runt Vinhedo är platt åt sydväst, men åt nordost är den kuperad. Runt Vinhedo är det tätbefolkat, med 591 invånare per kvadratkilometer.. Närmaste större samhälle är Campinas, 16,3 km nordväst om Vinhedo.
Runt Vinhedo är det i huvudsak tätbebyggt.